# Jezik uzorka
Jezik uzorka, jezik obrazaca ili jezik šablona (engl. Pattern language) predstavlja sistem uklopljenih uzorka jedne oblasti. Često se meša sa pojmom metodologija, međutim u naučnim krugovima postoje mišljenje da su jezici uzorka različiti od metodologija po svojoj prirodi. Radove na ovu temu su objavljivali razni softverski teoretičari kao što je James Coplien.